# Vrees
Vrees est une commune allemande de l'arrondissement du Pays de l'Ems, Land de Basse-Saxe.

## Géographie
Vrees se situe au nord-est de l'arrondissement, dans la partie orientale du Hümmling.
| Friesoythe | Neuvrees | Markhausen |
| Rastdorf   | Vrees    | Molbergen  |
| Werlte     | Lindern  | Lindern    |

## Histoire
Le nom de Vrees (Weres en 948) vient du vieux frison "vris" (marais). Le lieu est d'abord habité par les Saxons puis par les Frisons.

## Source, notes et références
- (de) Cet article est partiellement ou en totalité issu de l’article de Wikipédia en allemand intitulé « Vrees » (voir la liste des auteurs).